# Espeletia brachyaxiantha
Espeletia brachyaxiantha es una especie de frailejón amenazado endémica de los páramos de Colombia. Recibe el nombre común de frailejón de Belén.

## Taxonomía
Espeletia brachyaxiantha fue descrita por Santiago Díaz Piedrahíta y publicada en la revista Mutisia 37: 5. 1972.
Etimología

Espeletia: nombre genérico otorgado en honor del virey de Nueva Granada, José Manuel de Ezpeleta.
brachyaxiantha: epíteto latino que hace referencia a la reducción de las ramas floríferas. 

## Descripción
Roseta caulescente de hasta 8 m de altura. Hojas subcoriáceas, lámina oblanceolada de hasta 27 cm de largo, base atenuada hacia un pseudopeciolo de 1,6 cm, ápice levemente acuminado agudo, margen entero, nervio medio prominente por el envés, con indumento lanoso grisáceo en dos estratos. Ramas floríferas axilares, más cortas que las hojas, semileñosas, purpúreas, cubiertas con indumento lanoso blanquecino. La inflorescencia es un dicasio de 5 capítulos con brácteas lineales amplectantes, las brácteas y pedúnculos también densamente albo-lanosos. Capítulos de 2 - 2,5 cm de diámetro, receptáculo discoideo, involucro formado por 6 brácteas amplectantes ovales naviculares interiormente glabras, exteriormente cubiertas de indumento lanoso. Páleas de las flores femeninas en tres filas, las externas ovado-subrombicas, las intermedias obovadas, las internas obavo-espatuladas, cubiertas con tomento exteriormente y glabras interiormente. Páleas de los flósculos hermafroditas linear-lanceoladas, pilosas en el ápice. Flores femeninas liguladas, en tres filas, exteriormente cubierta con pelos pluricelulares, ligula patente, lineal, 3-denticulada en el ápice, glabra y color amarillo, al envejecer se vuelve rojo o púrpura, el estilo es amarillo pálido, estigma bífido liso y amarillo. Flósculos hermafroditas estériles, campanulados, 5-denticulados, amarillos hirsutos,; filamentos glabros adnatos a la corola, engrosados en un conectivo oviforme, anteras sigenésicas linear-oblongas, ovario oblongo estéril, estilo filiforme glabro, blanquecino, estigma claviforme papiloso, polen esferoideo tricolpado. Aquenios triquetros obovoides, negruzcos y glabros.